# Hydrocotyle steyermarkii
Hydrocotyle steyermarkii är en växtart i släktet Hydrocotyle och familjen araliaväxter.
Arten förekommer i södra Colombia, i Ecuador och i Peru. Den beskrevs av Mildred Esther Mathias och Lincoln Constance 1951.